# Knut Beckman
Knut Anton Beckman, född den 16 februari 1859 i Stockholm, död där den 18 april 1940, var en svensk ämbetsman. Han var far till Nils Beckman.
Beckman promoverades till filosofie doktor vid Uppsala universitet 1888 och till filosofie jubeldoktor där 1938. Han var huvudlärare i matematik vid Lyceum för flickor 1890–1908 och matematiker i Svenska lifförsäkringsanstalten Oden 1891–1898. Beckman blev revisor i statskontoret 1904, förste revisor 1906 och statskommissarie 1917. Han var byråchef i riksräkenskapsverket 1921–1926 samt konsulent i civilstatens änke- och pupillkassa 1909–1926 och i arméns änke- och pupillkassa 1918–1933. Beckman utgav Om dimensionsbegreppet och dess betydelse för matematiken (dissertation, 1888). Han blev riddare av Vasaorden 1912 och av Nordstjärneorden 1919. Beckman vilar på Norra begravningsplatsen utanför Stockholm.